# Der Usedom-Krimi: Ungebetene Gäste

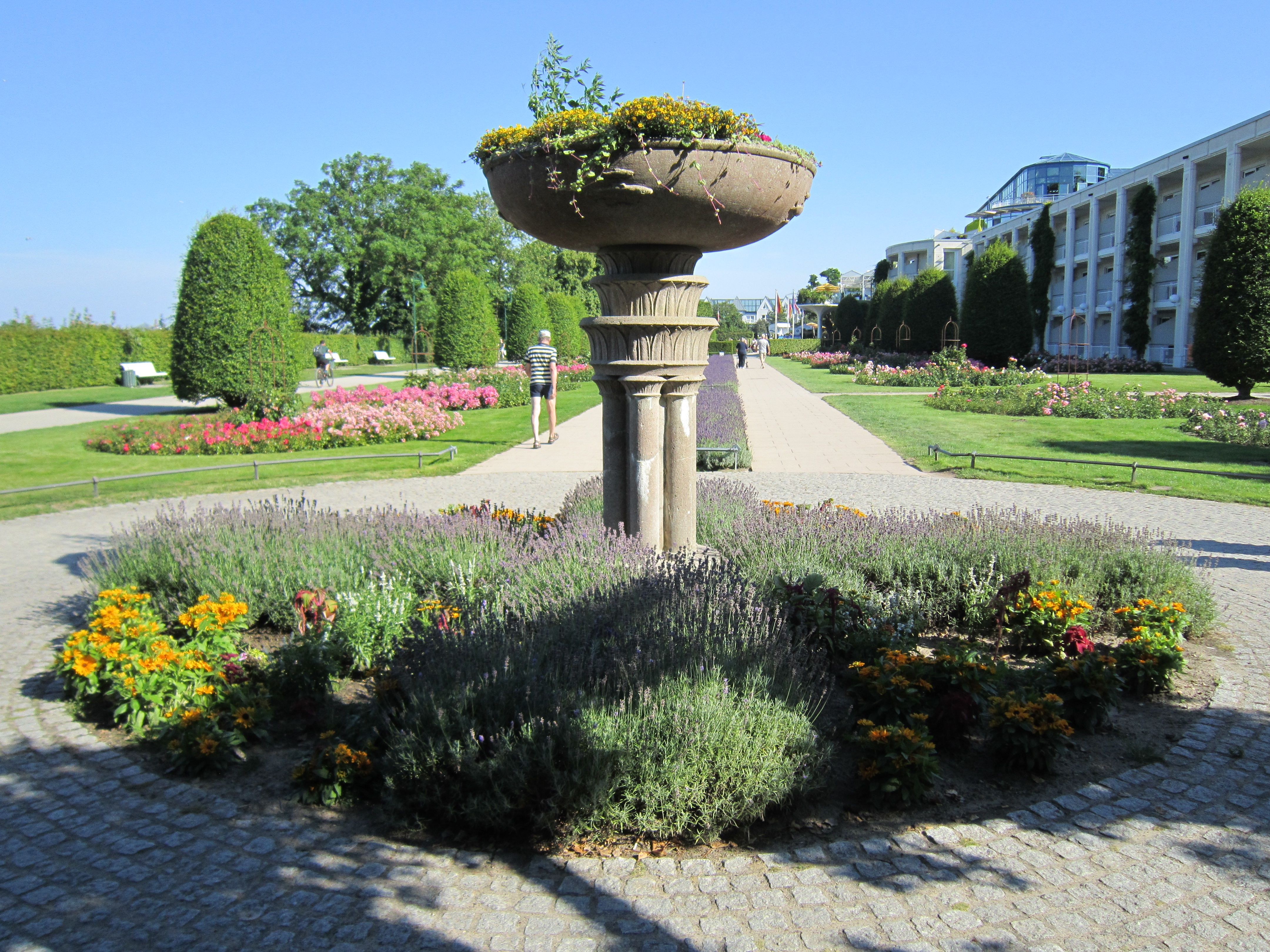
Im Krankenhaus lernt Karin die bei einem Unfall mit Fahrerflucht verletzte Saskia Bernard kennen (Drehort: Kurpromenade Heringsdorf)

Ungebetene Gäste ist ein Fernsehfilm aus der Kriminalfilmreihe Der Usedom-Krimi. Er wurde im Auftrag von ARD Degeto und dem NDR von der Polyphon Film- und Fernsehgesellschaft für Das Erste produziert. Die 15. Folge der Filmreihe ist am 11. November 2021 im Fernsehen ausgestrahlt worden.

## Handlung
In Karins Haus ist ein Feuer ausgebrochen. Ellen Norgaard kann ihre Freundin in letzter Not retten, doch das „Mörderhus“ brennt letztlich völlig aus und Karin verliert all ihre Habseligkeiten. Karin muss wegen der erlittenen Rauchvergiftung anschließend noch ein paar Tage im Krankenhaus verbringen. Dort lernt sie Saskia Bernard kennen. Diese wurde angefahren und in einen Graben geschleudert. Sie konnte von ihrem Schwiegervater Bo, Chefarzt der Neurochirurgie, in einer Notoperation vor lebensbedrohlichen Komplikationen bewahrt werden. An den Unfallhergang hat sie keine Erinnerung, vom Verursacher fehlt jede Spur. Saskias Ehemann ist seit Jahren ein Pflegefall, sie kümmert sich zusammen mit ihren Schwiegereltern um ihn. Pflegekräfte unterstützen sie dabei.
Ersten Ermittlungen nach könnte ein Autofahrer, der sich einer Kontrolle von Brendel und Martens entzogen hat, für den Unfall verantwortlich sein. Zunächst verlaufen allerdings alle Spuren im Sande. Der Autofahrer, Jon, hat mittlerweile in der Garage der Bernards Unterschlupf gesucht, steht eines Tages mit Waffe bei ihnen im Haus und nistet sich dort ein. Im Gespräch verlangt er von dem Chefarzt, er solle dafür sorgen, dass Saskia weiterhin keine Erinnerungen an den Unfall habe. Da für Bo Karins Kontakt zu Saskia – aufgrund all ihrer Fragen – hierbei nicht förderlich ist, verbietet er zukünftige Treffen. Karin als verurteilte Mörderin und mögliche Brandstifterin würde der traumatisierten Saskia nicht guttun. Karin wird misstrauisch und stellt nun ihrerseits Ermittlungen an, mal wieder zum Missfallen Brunners.
Bei der Polizei gibt es neue Anhaltspunkte. Bei dem Unfallwagen könnte es sich um ein aus einer Garage gestohlenes Auto handeln. In deren Nähe hatte ein Bankräuber sein Tatfahrzeug ausbrennen lassen und womöglich ein neues Gefährt gesucht. Karin spricht mit einer Pflegekraft, von der sie erfährt, dass Saskia – entgegen dem Bericht ihrer Schwiegermutter Dana – mit einem großen Rollkoffer das Haus verließ. Deshalb fährt Karin zu den Bernards und entdeckt in der Garage das gestohlene Auto. Sie kann den Ermittlern noch ein Foto schicken, wird dann aber von Jon entdeckt, der mit Karin in ihrem Fahrzeug davonfährt.
Im Auto erzählt Jon ihr, was passiert sei. Nach der Flucht vor der Polizeikontrolle hielt er in der Nähe des Hauses der Bernards. Hier konnte er einen Streit zwischen Saskia und ihrer Schwiegermutter beobachten. Diese kam nicht damit klar, dass Saskia sie verlassen und mit dem Sohn allein zurücklassen wollte. Sie hat daraufhin mit ihrem Auto Saskia angefahren. Jon wollte kein Geld, sondern nur ein paar Tage untertauchen. Später hätte Bo davon erfahren und aus Liebe zu seiner Frau zu ihr gehalten. Er versuchte noch, Saskia einen falschen Tathergang zu suggerieren. Bo habe Jon auch gesagt, dass seine Frau zu richtigen Emotionen und Liebe nicht fähig sei. Jon taucht daraufhin unter, legt das Geld des Bankraubs aber noch vor die Tür seiner Freundin.
Dana Bernard wird verhaftet, Brunner wird sie wegen Mordversuchs anklagen. Jon trifft sich mit seiner Freundin und ihrem Sohn. Karin wohnt jetzt vorübergehend bei ihrem Neffen. Es hat sich herausgestellt, dass ein technischer Defekt für den Brand verantwortlich war und sie keine Brandstifterin ist.

## Produktion
Der Film wurde vom 9. Februar 2021 bis zum 29. März 2021 auf der Ostseeinsel Usedom, in Brandenburg und Berlin gedreht. Szenen auf dem Anwesen der Familie Bernard wurden im Kranichhof in Grüssow in der Nähe des Achterwassers gedreht. In Heringsdorf diente die Strecke zwischen dem Hotel Kaiserhof und dem Usedomer Kunstverein an der Promenade als Park des Krankenhauses. Ein Holzhaus auf dem Teufelsberg in Stubbenfelde bei Loddin wurde zu Ellens neuer Wohnung, nachdem das „Mörderhus“ abgebrannt ist. Das Ende mit der Flucht des „ungebetenen Gastes“ über das Eis wurde nachts am Hafen von Lassan gefilmt.
Bei der Flucht vor der Polizei ist Queens Lied Don’t Stop Me Now zu hören.

## Rezeption

### Kritiken
Tilmann P. Gangloff vergibt für den Film in seiner Besprechung auf tittelbach.tv insgesamt 4 von 6 Sternen.
Oliver Armknecht gibt dem Film in seiner Kritik auf film-rezensionen.de insgesamt 4 von 10 Punkten. Ungebetene Gäste biete zwar eine überraschende Auflösung, insgesamt wirke der Film allerdings etwas konstruiert und „schon ziemlich an den Haaren herbeigezogen“.

### Einschaltquote
Die Erstausstrahlung von Ungebetene Gäste am 11. November 2021 wurde in Deutschland von 5,94 Millionen Zuschauern gesehen und erreichte einen Marktanteil von 20,1 % für Das Erste.